# Xanthorhoe tauaria
Xanthorhoe tauaria är en fjärilsart som beskrevs av Otto Staudinger 1882. Xanthorhoe tauaria ingår i släktet Xanthorhoe och familjen mätare. Inga underarter finns listade i Catalogue of Life.